# Marc Antoni Cotoner i Sureda Vivot
Marc Antoni Cotoner i Sureda de Vivot (Mallorca segle XVII-1749) va ser un polític i militar mallorquí que pels seus serveis a la causa borbònica durant la Guerra de Successió fou premiat amb el títol de Marquès d'Ariany.
Fou el principal promotor en el reclutament d'una companyia d'un centenar de soldats amb els quals lluità a Milà en nom de Carles II. També participà en la pressa del Casal de Montferrat també a Itàlia.
A la guerra de Successió no es rendí quan arribà a la badia de la ciutat de Mallorca l'armada anglo-holandesa (notícia que feu saber a través dels seu germà Miquel i Jeroni Puigdorfila cavallers de l'Orde de Malta). L'aixecament popular a favor de l'arxiduc Carles l'obligà a refugiar-se juntament amb 77 soldats francesos al bastió de Sant Carles fins que el virrei cedí enfront dels austriacistes. D'aquesta manera fou fet presoner i deportat a Roses, els seus béns foren requisats i la seva família obligada a abandonar l'illa. Pogué fugir i s'incorporà al bàndol del duc d'Anjou com a ajudant del duc de Noïlles, a la batalla d'Almansa participà com a capità de cavalleria. En l'exèrcit assolí el grau de coronel.
També fou el primer regidor degà (batle) de Palma segons el nou règim imposat pels Decrets de Nova Planta.
És fill il·lustre de Palma.
| Precedit per: No existia el càrrec | Batle de Palma 1715-1718 | Succeït per: Diego Navarro |